# Taxi Girls (film, 1933)
Pour les articles homonymes, voir Taxi Girl.
Pour plus de détails, voir Fiche technique et Distribution.
Taxi Girls (Child of Manhattan) est un film américain en noir et blanc réalisé par Edward Buzzell, sorti en 1933.

## Fiche technique
- Titre original : Child of Manhattan
- Titre français : Taxi Girls
- Réalisation : Edward Buzzell
- Scénario : Gertrude Purcell d'après la pièce de Preston Sturges
- Photographie : Ted Tetzlaff
- Montage : Jack Dennis
- Société de production : Columbia Pictures
- Pays de production : États-Unis
- Format : noir et blanc - 1,37:1 - son : Mono
- Genre : romance
- Durée : 70 min
- Dates de sortie :
  - États-Unis : 11 février 1933
  - France : 10 mars 1936

## Distribution
- Nancy Carroll : Madelaine
- John Boles : Paul
- Buck Jones : Panama Kelley
- Jessie Ralph : tante Minnie
- Clara Blandick : tante Sophie
- Luis Alberni : Bustamente
- Warburton Gamble : Eggleston
- Jane Darwell : Mme McGonagle
- Betty Grable : Lucy
- Nat Pendleton : Spyrene